# Agrionoptera guamensis
Agrionoptera guamensis är en trollsländeart som beskrevs av Maurits Anne Lieftinck 1962. Agrionoptera guamensis ingår i släktet Agrionoptera och familjen segeltrollsländor. Inga underarter finns listade i Catalogue of Life.